# Выборы губернатора Псковской области (2018)
Досрочные выборы губернатора Псковской области, в соответствии с постановлением Псковского областного Собрания депутатов, состоялись 9 сентября 2018 года в единый день голосования.
На 1 июля 2018 года в области было зарегистрировано 533 322 избирателей, из которых около 30,7 % (163 992 избирателей) во Пскове.
Согласно Уставу Псковской области губернатор избирается на пять лет гражданами Российской Федерации, проживающими на территории Псковской области и обладающими в соответствии с федеральным законом активным избирательным правом, на основе всеобщего равного и прямого избирательного права при тайном голосовании.
До участия в выборах избирательной комиссией Псковской области было допущено 5 кандидатов: Михаил Ведерников (выдвинут «Единой Россией»), Сергей Кулаков (выдвинут партией «Партией пенсионеров России», Антон Минаков (выдвинут ЛДПР), Аркадий Мурылёв (выдвинут КПРФ), Игорь Романов (выдвинут «Партией Роста»).
Согласно официальным данным, победу одержал временно исполняющий обязанности губернатора Псковской области Михаил Ведерников, получивший 70,68 % голосов избирателей, принявших участие в голосовании. Представителем правительства области в Совет Федерации М.Ю. Ведерников назначил действующего сенатора от исполнительной власти региона Елену Бибикову.

## Предшествующие события
С февраля 2009 года по октябрь 2017 года должность губернатора занимал Андрей Турчак («Единая Россия»). В начале октября 2017 года в прессе появилась информация о том, что Андрей Турчак может возглавить Генеральный совет партии «Единая Россия». Для этого ему необходимо было уйти в отставку с должности губернатора. 12 октября 2017 года президент Владимир Путин подписал указ о досрочной отставке Турчака по собственному желанию и назначил временно исполняющим обязанности губернатора Михаила Ведерникова, занимавшим должность заместителя полномочного представителя президента в Северо-Западном федеральном округе (Н. Н. Цуканов) по Калининградской области. Он был назначен на время до вступления в должность избранного на выборах губернатора. А так как законом установлено проведение выборов только в день голосования раз в год и ближайший был запланирован на 9 сентября 2018 года, то М. Ю. Ведерников получил возможность занимать должность 11 месяцев.

## Организация выборов
Избирательная комиссия Псковской области состоит из 14 членов с правом решающего голоса. Действующий состав сформирован в ноябре 2016 года на 5 лет (2016—2021). Должность председателя сохранил Николай Цветков. 27 ноября 2017 года врио губернатора Михаил Ведерников назначил Николая Цветкова вице-губернатором Псковской области. 5 декабря 2017 года председателем избирательной комиссии избран Михаил Иванов.

## Ключевые даты
- 31 мая 2018 года депутаты Псковского областного собрания депутатов 6 созыва назначили выборы на 9 сентября 2018 года — единый день голосования (за 100—90 дней до дня голосования).
- 4 июня избирательная комиссия опубликовала календарный план выборов и расчёт числа подписей, необходимых для регистрации кандидата.
- с 4 июня по 3 июля (30 дней после публикации решения о назначении выборов) — период выдвижения кандидатов
  - агитационный период начинается со дня выдвижения кандидата и прекращается за одни сутки до дня голосования.
  - период сбора подписей муниципальных депутатов начинается после подачи заявления о выдвижении кандидата в избирком.
- с 4 июня по 8 июля до 18:00 (35 дней со дня публикации решения о назначении выборов) — представление документов для регистрации кандидатов; к заявлениям должны прилагаться листы с подписями муниципальных депутатов и список трёх кандидатов на должность члена Совета Федерации.
  - по 17 июля (в течение 10 дней со дня подачи документов) — решение избирательной комиссии о регистрации кандидата
- с 11 августа по 7 сентября — период агитации в СМИ (начинается за 28 дней до дня голосования)
- 8 — «день тишины».
- 9 сентября — день голосования.

## Кандидаты
Своих кандидатов выдвинули 9 партий. Избирком зарегистрировал только 5 кандидатов. В начале отказались от участия в выборах Виталий Аршинов от партии «Яблоко» и Игорь Балабуст от «Трудовой партии России». Основным препятствием стал сбор подписей депутатов волостных и районных собраний для прохождения муниципального фильтра. Ещё двум кандидатам отказал в регистрации избирком.
| Кандидат          | Возраст         | Должность (на момент выдвижения)                                                              | Субъект выдвижения                                                                                      | Статус                  | Кандидаты в Совет Федерации |
| ----------------- | --------------- | --------------------------------------------------------------------------------------------- | --- | ----------------------- | --------------------------- |
| Виталий Аршинов   | 62 (29.09.1956) | глава Плюсского района                                                                        | «Яблоко»                                                                                                | снялся с выборов        |                             |
| Игорь Балабуст    | 47 (5.10.1970)  | председатель Псковского регионального союза профсоюзов организаций «Соцпроф»                  | «Трудовая партия России»                                                                                | снялся с выборов        |                             |
| Михаил Ведерников | 43 (7.03.1975)  | врио губернатора Псковской области                                                            | «Единая Россия»                                                                                         | зарегистрирован 12 июля |                             |
| Сергей Кулаков    | 43 (25.08.1975) | индивидуальный предприниматель                                                                | «Партия пенсионеров России»                                                                             | зарегистрирован 17 июля |                             |
| Антон Минаков     | 31 (14.11.1986) | депутат Псковского областного собрания депутатов                                              | ЛДПР | зарегистрирован 13 июля |                             |
| Аркадий Мурылев   | 42 (31.01.1976) | уполномоченный по защите прав предпринимателей в Псковской области                            | КПРФ | зарегистрирован 16 июля |                             |
| Игорь Романов     | 41 (29.08.1977) | директор ООО «Производственно-художественная мастерская по камню „Карельский гранит — Псков“» | «Партия Роста»                                                                                          | зарегистрирован 17 июля |                             |
| Роман Рубцов      | 46 (11.03.1972) | машинист-инструктор локомотивных бригад                                                       | «Партия свободных граждан»                                                                              | отказ в регистрации     |                             |
| Дмитрий Румянцев  | 32 (01.04.1986) | депутат Собрания депутатов Плюсского района Псковской области                                 | партия «Добрых дел, защиты детей, женщин, свободы, природы и пенсионеров, против насилия над животными» | отказ в регистрации     |                             |

## Результаты
Из 529 393 зарегистрированных избирателей на избирательные участки пришли 161 633 и 33 774 получили бюллетени вне участка. Таким образом в выборах приняло участие 195 407 избирателей и явка составила 36,91 %.